# Reggie Morris
Reggie Morris (25 de junio de 1886 – 16 de febrero de 1928) fue un actor, director y guionista cinematográfico de nacionalidad estadounidense, activo en la época del cine mudo. 
Su nombre completo era James Reginald Morris, y nació en Nueva Jersey. A lo largo de su carrera, desarrollada entre 1913 y 1927, actuó en 46 filmes y dirigió 40.
Morris falleció en Los Ángeles, California, en 1928, a causa de un infarto agudo de miocardio. Era cuñado del actor Bobby Vernon.

## Filmografía

### Director
- 1917 : A Counterfeit Scent
- 1917 : False to the Finish
- 1917 : Half and Half
- 1917 : His Foothill Folly
- 1917 : His Hidden Talent
- 1917 : His Fatal Move
- 1917 : His Thankless Job
- 1917 : His Speedy Finish
- 1917 : His Social Rise
- 1917 : Love and Fish
- 1917 : Petticoat Perils
- 1917 : A Finished Product
- 1919 : Back to the Kitchen
- 1919 : Dabbling in Society
- 1920 : Striking Models
- 1920 : Out for the Night
- 1920 : Father's Close Shave
- 1920 : Jiggs in Society
- 1920 : Jiggs and the Social Lion
- 1922 : Young Ideas
- 1922 : The Wall Nut
- 1922 : Simply Shocking
- 1922 : Caesar's Ghost
- 1922 : A Spirited Affair
- 1922 : Cured by Radio
- 1922 : The Janitor's Wife
- 1922 : Papa's Night Out
- 1922 : Are Husbands Happy?
- 1924 : The Reel Virginian
- 1924 : L'as hélas tique
- 1924 : Romeo and Juliet
- 1925 : The Marriage Circus
- 1927 : She Troupes to Conquer
- 1927 : New Faces for Old
- 1927 : The Beloved Rouge
- 1927 : Peter's Pan
- 1927 : Fresh Hair Fiends
- 1927 : The Chin He Loved to Lift
- 1927 : Toupay or Not Toupay
- 1927 : Helene of Troy, N.Y.
- 1927 : Boys Will Be Girls
- 1927 : The Last Nose of Summers
- 1927 : The Permanent Rave
- 1927 : The Beauty Parlor

### Actor
- 1913 : Old Coupons, de Anthony O'Sullivan
- 1913 : The Winning Punch, de Edward Dillon
- 1914 : Love, Loot and Liquor, de Dell Henderson
- 1914 : It Was Some Party, de Edward Dillon
- 1914 : Liberty Belles, de Dell Henderson
- 1914 : Reggie the Daredevil
- 1915 : Greed and Gasoline
- 1915 : Sin on the Sabbath
- 1915 : Stolen Hearts and Nickels
- 1915 : Scandal in the Family, de Henry Lehrman
- 1915 : Gertie's Joy Ride, de Henry Lehrman
- 1915 : A Game of Love
- 1915 : Hello, Bill!
- 1915 : Blue Blood and Yellow Backs, de Harry Gribbon
- 1915 : Under the Table, de John G. Blystone
- 1915 : Six Months to Live, de Ben F. Wilson
- 1915 : Six or Nine, de Ben F. Wilson
- 1916 : Snoring in High C
- 1916 : The Danger Girl, de Clarence G. Badger
- 1916 : A Social Cub, de Clarence G. Badger
- 1916 : Ignatz's Icy Injury
- 1916 : Getting the Goods on Gertie
- 1916 : When It Rains, It Pours!, de William Wolbert
- 1916 : Dirty Work in a Beanery
- 1916 : Phoney Teeth and False Friends
- 1916 : Gamboling on the Green
- 1916 : Mr. Buddy Briggs, Burglar
- 1916 : A Spring Chicken, de Dell Henderson
- 1916 : The Rejuvenation of Aunt Mary, de Edward Dillon
- 1916 : Gertie's Awful Fix
- 1916 : Firing the Butler
- 1916 : Sea Dogs and Land Rats
- 1916 : Knocks and Opportunities
- 1916 : Gertie's Busy Day
- 1916 : Billie's Reformation
- 1916 : Pants and Petticoats
- 1917 : His Social Rise
- 1917 : Love and Fish
- 1917 : A Finished Product
- 1917 : Done in Oil, de Charles Avery
- 1917 : A Male Governess, de John Francis Dillon
- 1917 : Haystacks and Steeples, de Clarence G. Badger
- 1918 : The Love Swindle, de John Francis Dillon